# Fort Hays State University
Die Fort Hays State University (auch FHSU genannt) ist eine staatliche Universität in Hays im US-Bundesstaat Kansas. Derzeit sind etwa 9500 Studenten eingeschrieben. Jedes Jahr wird bei Semesterbeginn an der Hochschule ein Oktoberfest gefeiert, in Erinnerung an die vielen wolgadeutschen Einwanderer in Ellis County.
Zu der Universität gehört das Sternberg Museum für Naturgeschichte.

## Geschichte
Die Hochschule wurde 1902 als Außenstelle der Kansas State Normal gegründet, der heutigen Emporia State University.

## Sport
Die Sportteams der Fort Hays State University sind die Tigers. Die Hochschule ist Mitglied in der Mid-America Intercollegiate Athletic Association.